# Lokca
Lokca ist ein Ort und eine Gemeinde im Norden der Slowakei, mit 2524 Einwohnern (Stand 31. Dezember 2024). Sie liegt im Okres Námestovo, der zur höheren Verwaltungseinheit Žilinský kraj gehört.

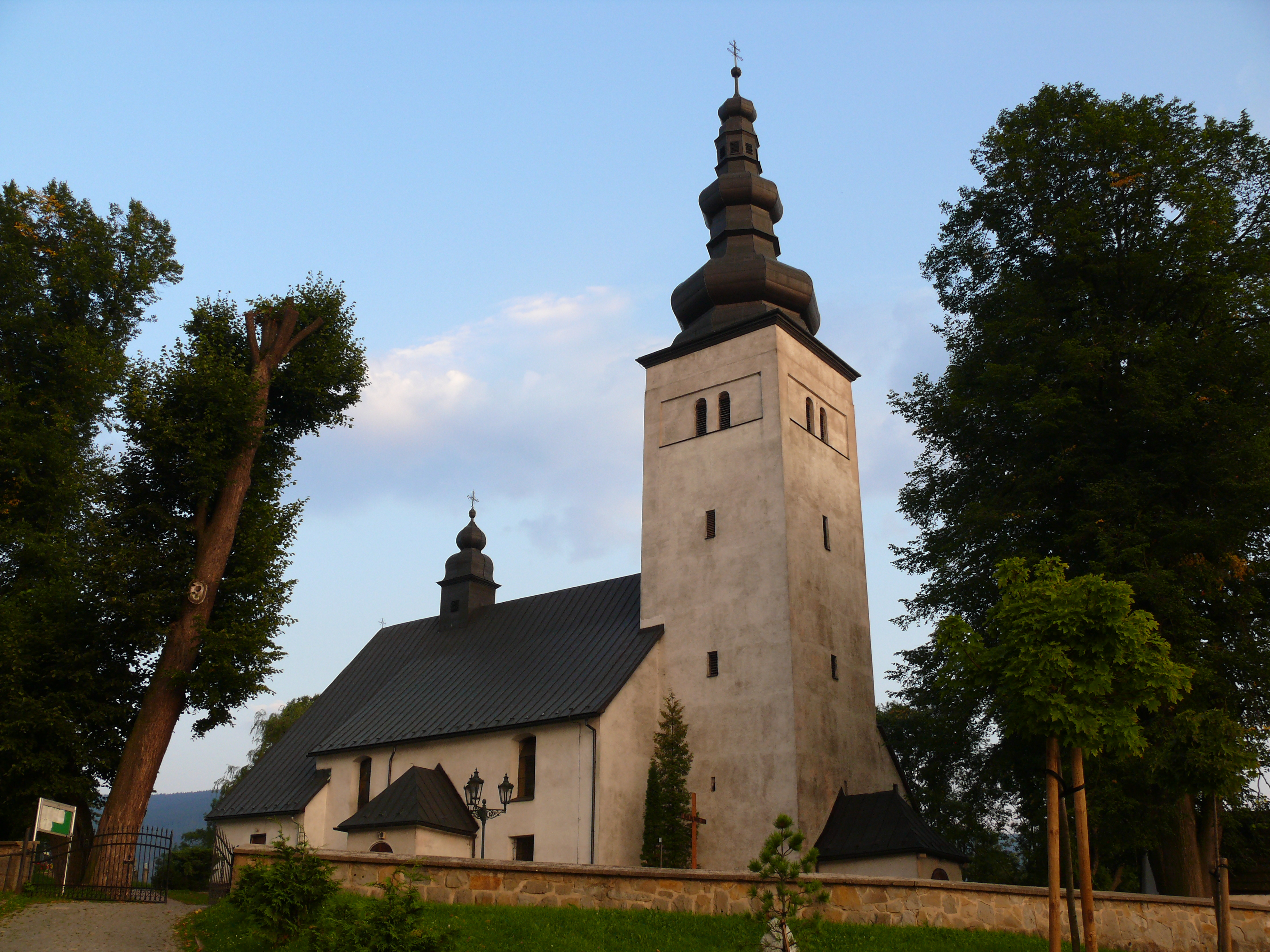
Kirche der Dreifaltigkeit

## Geographie
Lokca liegt in der traditionellen Landschaft Orawa (deutsch Arwa) in einem Tal zwischen der Oravská Magura und den Beskiden, am Zusammenfluss des Baches Hruštínka mit dem Fluss Biela Orava, sieben Kilometer von Námestovo und 26 Kilometer von Dolný Kubín entfernt.

## Geschichte
Der Ort wurde 1554 erstmals schriftlich erwähnt, die Kirche mit Kirchhof stand hier seit 1550. 1665 wurde an Stelle der Holzkirche eine Backsteinkirche errichtet. 1683 brannte der Ort mitsamt dem Archiv nieder. Im Jahre 1739 starben 359 Menschen an der Pest. Neben der Landwirtschaft waren Forstwirtschaft, Flößerei und Weberei gut entwickelt. 1828 zählte der Ort 153 Häuser und 919 Einwohner.
Von 1918 bis 1969 war Lokca Endpunkt der Waldeisenbahn Orava, die von Oravská Lesná her gebaut wurde. 

## Bevölkerung
| Jahr                | 1994 | 2004    | 2014    | 2024    |
| ------------------- | ---- | ------- | ------- | ------- |
| Anzahl der Personen | 2048 | 2201    | 2328    | 2524    |
| Unterschied         |      | +7,47 % | +5,77 % | +8,41 % |

| Jahr                | 2023 | 2024    |
| ------------------- | ---- | ------- |
| Anzahl der Personen | 2480 | 2524    |
| Unterschied         |      | +1,77 % |

## Sehenswürdigkeiten
- römisch-katholische Kirche der Heiligsten Dreifaltigkeit im Renaissance-Stil aus dem Jahr 1665, barockisiert im 18. Jahrhundert
- Skulptur des heiligen Johann Nepomuk aus dem Jahr 1751